# Langues marquisiennes

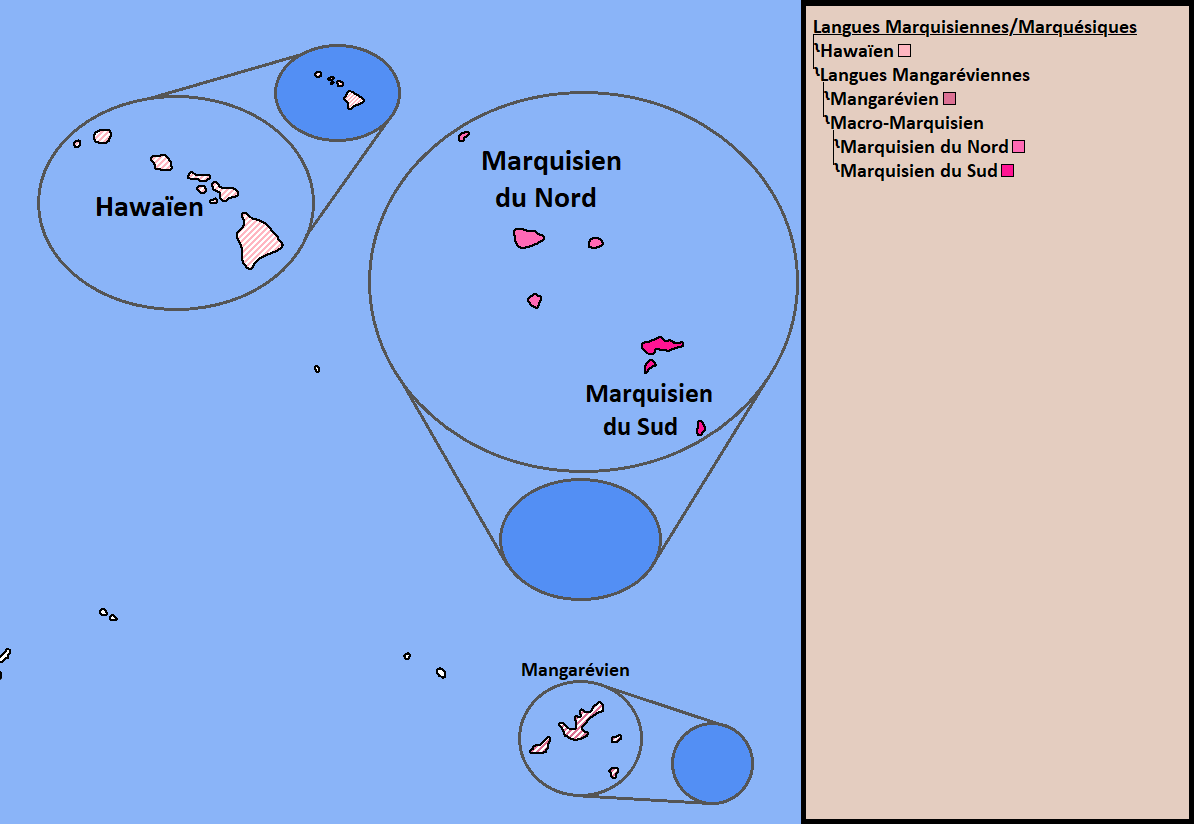
Carte des langues marquisiennes dans l'Est de l'Océanie

Les langues marquésiques ou langues marquisiennes sont un sous-groupe des langues polynésiennes, comprenant notamment :
- le hawaïen parlé à Hawaii,
- le marquisien du nord,
- le marquisien du sud,
- le mangarévien.

Ce sous-groupe est proche de la langue de Rapa ainsi que des langues tahitiennes.